# Dęby (Górowo Iławeckie)
Dęby (deutsch Eichen) ist ein Ort in der polnischen Woiwodschaft Ermland-Masuren. Er gehört zur Landgemeinde Górowo Iławeckie (Landsberg) im Powiat Bartoszycki (Kreis Bartenstein) – bis 1945 zum Kreis Preußisch Eylau in Ostpreußen.

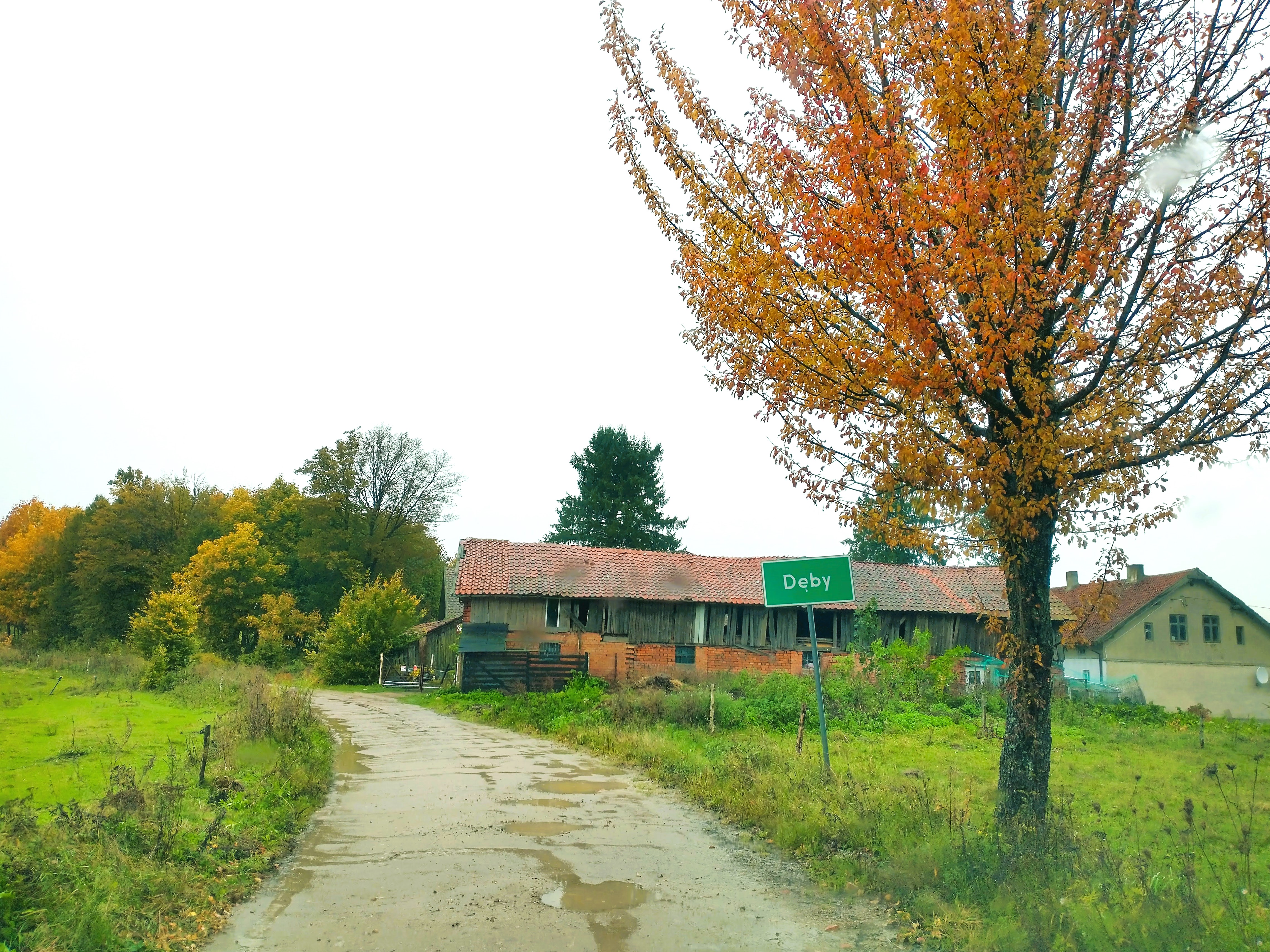
Ortseinfahrt Dęby

## Geographische Lage
Dęby liegt am Górowska Młynówka im Nordwesten der Woiwodschaft Ermland-Masuren, 12 Kilometer südwestlich der auf russischem Staatsgebiet gelegenen früheren Kreisstadt Preußisch Eylau (russisch Bagrationowsk) bzw. 23 Kilometer nordwestlich der jetzigen Kreismetropole Bartoszyce (deutsch Bartenstein).

## Geschichte

### Ortsgeschichte
Bei dem um 1350 gegründeten und seinerzeit Schoneeyche genannten Dorf handelt es sich um ein weit verstreutes Dorf. Nach 1350 hieß es Eychen, erst nach 1762 Eichen.
Im Jahre 1874 wurde Eichen Amtsdorf und damit namensgebend für einen Amtsbezirk im ostpreußischen Kreis Preußisch Eylau, Regierungsbezirk Königsberg, der bis 1945 bestand.
Das Dorf Eichen zählte im Jahre 1910 486 Einwohner, im Jahre 1933 waren es noch 290.
Am 1. April 1938 wurden Teile von Eichen an den Gutsbezirk Stablack (heute russisch Dolgorukowo) abgegeben, und am gleichen Tage wurde der Nachbarort Orschen (heute polnisch Orsy) nach Eichen eingemeindet. Im Jahre 1939 belief sich die Einwohnerzahl Eichens auf 323.
Heute liegt Eichen in Polen, nachdem das gesamte südliche Ostpreußen 1945 in Kriegsfolge abgetreten wurde. Eichen trägt heute die polnische Namensform „Dęby“ und ist eine Ortschaft im Verbund der Gmina Górowo Iławeckie (Landgemeinde Landsberg) im Powiat Bartoszycki (Kreis Bartenstein), von 1975 bis 1998 der Woiwodschaft Olsztyn, seither der Woiwodschaft Ermland-Masuren zugehörig. Das Dorf zählte 2021 81 Einwohner.

### Amtsbezirk Eichen (1874–1945)
Zum Amtsbezirk Eichen gehörten:
| Deutscher Name           | Polnischer Name | Anmerkungen                                                       |
| ------------------------ | --------------- | ----------------------------------------------------------------- |
| Eichen                   | Dęby            |                                                                   |
| Schönwiese               | Krasnołąka      |                                                                   |
| Woymanns (LG)            |                 | 1904 in den Gutsbezirk Woymanns eingegliedert                     |
| Woymanns (GB)            | Wojmiany        | 1928 nach Schönwiese eingemeindet                                 |
| ab 3. Mai 1906: Wokellen | Wokiele         | bis 1906: Amtsbezirk Gallehnen, ab 1928 nach Kumkeim eingemeindet |
| ab 14. Mai 1930: Orschen | Orsy            | bis 1930: Amtsbezirk Gallehnen, ab 1938 nach Eichen eingemeindet  |

## Religion
Mit seiner überwiegend evangelischen Bevölkerung war Eichen bis 1945 in das Kirchspiel der Pfarrkirche Landsberg in der Kirchenprovinz Ostpreußen der Kirche der Altpreußischen Union eingegliedert. Auch die römisch-katholischen Kirchenmitglieder gehörten zur Pfarrei in Landsberg.
Heute bestehen in der Stadt Górowo Iławeckie drei Gemeinden: die Polnisch-Orthodoxe Kirche, die Römisch-katholische Kirche und die Ukrainische griechisch-katholische Kirche. Letzterer dient jetzt die Kreuzerhöhungskirche als Gotteshaus, die vor 1945 im Eigentum der evangelischen Kirche war.

## Verkehr
Dęby liegt an einer Nebenstraße, die von Górowo Iławeckie (Landsberg) bis nach Orsy (Orschen) und weiter bis zur polnisch-russischen Staatsgrenze (EU-Außengrenze) verläuft und vor 1945 bis nach Rositten (heute russisch Bogatowo) führte. Außerdem enden zwei Nebenstraßen – von Toprzyny (Topprienen) bzw. von Półwiosek (Halbendorf) kommend – in Dęby. Eine Bahnanbindung besteht nicht.